# Të ndjej të huaj
Të ndjej të huaj, tidigare Jemi të huaj, är en powerballad på albanska framförd av sångerskan Ledina Çelo. Låten är albanskt-makedoniskt producerad – texten är skriven av Timo Flloko från Albanien, medan musiken komponerats av Kaliopi och orkestrerats av Darko Dimitrov från Makedonien. Med låten ställde Çelo upp i den åttonde upplagan av Kënga Magjike i november 2006.
I tävlingen tog sig Çelo till finalen, där hon efter att ha fått 292 poäng slutade på en andraplats. Vann gjorde Armend Rexhepagiqi på 293 poäng, vilket innebar den hittills minsta segermarginalen i tävlingens då sjuåriga historia. 